# Fountain, Michigan
Fountain är en ort (village) i Mason County i Michigan. Vid 2020 års folkräkning hade Fountain 170 invånare.